# Guillem Clua
Guillem Clua (Barcellona, 1973) è un drammaturgo, sceneggiatore, regista e giornalista spagnolo. Ha ricevuto il Premio Nazionale di Letteratura Drammatica assegnato dal Ministero della Cultura e dello Sport spagnolo nel 2020.

## Biografia
Si è laureato in giornalismo presso l'Università autonoma di Barcellona (UAB). Ha intrapreso la formazione teatrale presso la London Guildhall University di Londra nel 1994. Nel 2000 è entrato a far parte della Sala Beckett di Barcellona, dove ha frequentato seminari di Jordi Galceran, Javier Daulte, Neil LaBute, Martin Crimp e Juan Mayorga, tra gli altri. Ha combinato la sua formazione con il lavoro di giornalista per documentari e notiziari su TV3 e Betevé. Successivamente si è specializzato in informazione culturale sui periodici Avui, La Vanguardia e El Periódico de Catalunya. Dal 2000 al 2003 ha lavorato come redattore nella defunta rivista di divulgazione teatrale Teatre BCN, edita da Ediciones El Jueves.
Nel 2002 ha pubblicato la sua prima opera teatrale, Invisibles, vincitrice del Ciudad de Alcoi Theatre Award, che premia le opere in valenciano/catalano. Lo stesso anno ha scritto l'adattamento di teatro-danza del romanzo di Thomas Mann La morte a Venezia (Sala Muntaner, Barcellona, 2002) per Companyia Vincles. L'anno successivo ha iniziato a lavorare in televisione, come membro del gruppo di sceneggiatori della serie di TV3 El cor de la ciutat. Ha lavorato per la serie divenendo direttore  per la 6ª (2005-06) e l'8ª stagione (2007-08).
Nel 2004, la sua commedia La piel en llamas ha vinto per la seconda volta il Premio Teatro Ciudad de Alcoi. Dopo la sua prima l'anno successivo alla Sala Villarroel di Barcellona, ha vinto il Serra d'Or Barcelona Critics Award come miglior testo dell'anno. La sua traduzione in inglese è stata presentata in anteprima in diverse città degli Stati Uniti e dell'America Latina. Lo spettacolo è stato prodotto dal Centro Dramático Nacional (Teatro María Guerrero, Madrid) nel 2012 e ha ricevuto una nomination ai Max Awards per il miglior testo in spagnolo. Nel 2006 si trasferisce a New York, dove presenta la versione inglese di The Taste of Ashes, un'opera sul conflitto palestinese nel repertorio spagnolo di New York. Questo testo è stato pubblicato a Barcellona dodici anni dopo, nell'aprile 2014. Dopo essere tornato nella sua città natale, ha debuttato con la commedia Marburg al Teatro Nazionale della Catalogna nel 2010, sotto la direzione di Rafel Duran, che ha ottenuto ottime recensioni. Per la sua interpretazione nella commedia, l'attrice Vicky Peña ha vinto il Max Award per la migliore interpretazione femminile protagonista.
Nel 2010 è tornato a scrivere per la televisione, come parte del gruppo di sceneggiatori originali della serie di TV3 La Riera. È rimasto legato alla serie fino al 2016. Parallelamente ha sceneggiato i musical, Killer, Ha passat un àngel, e le farsa politica The Promised Land, adattamenti di classici e drammaturgie per spettacoli di danza, commedie e drammi.
Nel 2012 inizia la sua collaborazione con La Joven Compañía, per la quale scrive le opere Invasión e Proyecto Homero: Ilíada. Nello stesso anno ha sceneggiato Smiley, che ha debuttato alla Sala Flyhard di Barcellona, una commedia romantica queer con due uomini, Ramon Pujol e Albert Triola. Lo spettacolo è andato in replica prima al Teatre Lliure e successivamente al Club Capitol, dove è rimasto in cartellone fino al 2014, anno in cui ha debuttato al Teatro Lara di Madrid. L'opera è stata tradotta in diverse lingue. Nel 2013 è stato riconosciuto come una delle personalità più influenti in Spagna all'interno della comunità LGBT.
Negli anni successivi ha continuato la sua produzione teatrale. Alcuni dei suoi testi uscirono spesso prima all'estero che in Spagna, come Kepler-438B (scritto originariamente con il titolo The Promised Land), prodotto dal Teatrul Odeon di Bucarest nel 2016, e La golondrina, presentato al Cervantes Theatre di Londra e al Teatro Gloria di Atene nel 2017.
Ha sceneggiato The Swallow nel 2017, che ha ottenuto un grande successo commerciale internazionale. Scritto sotto l'influenza della strage avvenuta al nightclub Pulse di Orlando, tratta del racconto dell'omosessualità di un ragazzo, morto in un attentato, che il fidanzato fa alla madre del defunto. Quell'anno divenne il primo drammaturgo a vincere per la terza volta il Ciudad de Alcoi Theatre Award per la commedia Al damunt dels nostres cants.
Nel 2020 ha presentato in anteprima il seguito di Smiley, intitolato Smiley, després de l'amor e ha vinto il Premio Nazionale di Letteratura, nella categoria Letteratura Drammatica, grazie all'opera Justícia, presentata in anteprima al Teatre Nacional de Catalunya nel marzo dello stesso anno e il cui le esibizioni sono state viste interrotte dopo alcune settimane di esibizione a causa del prime restrizioni imposte dall'emrgenza sanitaria determinata della pandemia di COVID-19.
Nel 2022 ha scritto e co-prodotto la trasposizione televisiva di Smiley per Netflix.

## Opere

### Teatro
- Smiley, després de l'amor (2020)
- Justícia (2020)[9]
- Barro (2018)
- Al damunt dels nostres cants (2017)
- La golondrina (2017)
- Kepler-438B / La tierra prometida (2016)
- Proyecto Homero: Ilíada (2016)
- La revolució no serà tuitejada (2014)
- I love TV (2014)
- Invasión (2013)
- Smiley (2012)
- Marburg (2010)
- El sabor de las cenizas (2006)
- La piel en llamas (2005)
- Invisibles (2002)

### Libretti musicali
- La Revoltosa (2017)
- 73 raons per deixar-te (2015)
- Ha passat un àngel (2013)[10]
- Killer (2010)

### Opere per la danza
- En el desierto (2014)
- Cenizas o dame una razón para desintegrarme (2013)
- No (2008)
- Muerte en Venecia (2002)

### Direzioni di scena
- Smiley, després de l'amor (2020)
- Losers, di Marta Buchaca (2015)
- En el desierto (2014)
- La revolució no serà tuitejada (2014)
- Smiley, una historia de amor (2012)
- L'ocell del pànic, di Lara Sendim (2010)

### Traduzioni adattamenti
- Canciones desde mi cama revuelta (Songs From an Unmade Bed) (2018)
- Mares: Maternitat a crits (Motherhood Out Loud) (2015)

### Direzioni di cinema e televisione
- Los renglones torcidos de Dios (Warner/Atresmedia, 2022)
- El inocente (Netflix, 2021)
- Estoy vivo (Globomedia/TVE, 2017)
- Indetectables (Flooxer/Apoyo Positivo, 2016)
- La Riera (TV3, 2010-16)
- 90-60-90, diario secreto de una adolescente (Diagonal TV/Antena 3 TV, 2009-10)
- El cor de la ciutat (TV3, 2003-2008)